# Curculigo
Genre
Classification APG III (2009)
Synonymes
- Molineria Colla[2]

Curcoligo est un genre de plantes de la famille des Hypoxidaceae.

## Liste d’espèces
Selon ITIS :
- Curculigo capitulata (Lour.) Kuntze
- Curculigo scorzonerifolia (Lam.) Baker

Selon The Plant List :

### Espèces valides
- Curculigo annamitica Gagnep.
- Curculigo breviscapa S.C.Chen
- Curculigo conoc Gagnep.
- Curculigo disticha Gagnep.
- Curculigo ensifolia R.Br.
- Curculigo erecta Lauterb.
- Curculigo maharashtrensis M.R.Almeida & S.Yadav
- Curculigo orchioides Gaertn.
- Curculigo pilosa (Schumach. & Thonn.) Engl.
- Curculigo racemosa Ridl.
- Curculigo savantwadiensis M.R.Almeida & S.Yadav
- Curculigo scorzonerifolia (Lam.) Baker
- Curculigo seychellensis Bojer ex Baker
- Curculigo sinensis S.C.Chen
- Curculigo tonkinensis Gagnep.

### Taxons non résolus
- Curculigo macrandra Ridl.
- Curculigo rumphiana Schult. & Schult.f.